# Bengt Bengtson (högerpolitiker)
Bengt Bengtson (i riksdagen kallad Bengtson i Solna), född 24 november 1915 i Kolbäcks församling, död 20 april 1987 i Solna församling, var en svensk civilekonom och politiker.
Bengtson tillhörde andra kammaren 1962-1968, invald i Stockholms läns valkrets för högerpartiet.